# 圆圈 (电影)
是一部在2017年上映的美国科幻惊悚电影，根據戴夫·艾格斯在2013年出版的小说改编，由詹姆斯·庞索特執導，詹姆斯·庞索特和戴夫·艾格斯撰写剧本。 由电影明星艾玛·沃特森、汤姆·汉克斯、约翰·博耶加、凯伦·吉兰、埃拉尔·科尔特伦、帕顿·奥斯瓦尔特、格莱恩·格利恩和比尔·帕克斯顿主演。 这部电影是帕克斯顿职业生涯的最后一部影片，是在他2017年2月逝世后公布的，也是2017年六月格伦妮·海德利去世之前参演的倒数第二部影片。

## 演员
- 艾瑪·華森 饰 梅 ，「圆圈」公司中最新、最年轻的成员

- 汤姆·汉克斯 饰 埃蒙·贝利，“圆圈”公司的合伙创始人和领导人

- 约翰·博耶加 饰 泰拉·菲特/凯尔登，美荷的同事，“圆圈”公司的一员，同時也是“真我”系統的開發者

- 凯伦·吉兰 饰 安妮·阿尔顿，梅最好的朋友，同时也是“圆圈”公司的高層员工

- 埃拉尔·科尔特伦 饰 默瑟，梅的幼时玩伴

- 帕顿·奥斯瓦尔特 饰 汤姆·史登顿，“圆圈”公司的合伙创始人

- 比尔·帕克斯顿 饰 维尼·荷兰，梅的父亲

- 格伦妮·海德利 饰 邦尼·荷兰，梅的母亲

- 普爾娜·雅格娜森 饰 杰西卡·维拉洛博斯博士

- 奈特·柯德瑞 饰 丹

- 吉米·黄 饰 米奇

- 艾伦·黄在剧中饰雷纳塔

- 朱迪·雷耶斯 饰 桑托斯，国会议员

- 安德鲁·布鲁克斯 饰 斯凯

## 制作

### 融资与选角
2014年12月15日，《Deadline.com》报道，汤姆·汉克斯将参加基于戴维·埃格斯在2013年出版的小说《圆圈》（The Circle）的由詹姆斯·庞索特编剧和导演的电影改编。2015年1月，THR证实安东尼·伯格曼将会通过他的横幅“Likely Story”与庞索特、汉克斯和加里·戈茨曼一道制作电影。同年5月11日，有报道称Image Nation Abu Dhabi公司将与Walter Parkes公司和Laurie MacDonald公司一起为影片进行全面融资，而IM Global公司将处理影片的国际销售事务。Im Global公司后来将此权利出售给不同的经销商。